# Claes Ljungdahl
Claes Edvard Ljungdahl, även skrivet Claes E. Ljungdahl, född 20 december 1880 i Helsingborgs församling i Malmöhus län, död 26 mars 1975 i Danderyds församling i Stockholms län, var en svensk militär och revisor.

## Biografi
Claes Ljungdahl var son till lektor Samuel Johan Ljungdahl och Anna Grill, och bror till Gustaf Ljungdahl. Han blev underlöjtnant vid Upplands artilleriregemente 1902, löjtnant 1905, kapten 1916 och major i armén 1930. Han var revisor i diverse bolag. Ljungdahl var riddare av Svärdsorden (RSO) och SS.
Han gifte sig första gången 1906 med Alfsol Améen (1882–1929), dotter till Henrik Améen, och andra gången 1934 med Linnea Anderson (1905–1998). Genom sonen Claes Ljungdahl (1909–1998) blev han farfar till konstnären Eva Ljungdahl och genom dottern Anne-Marie von Otter (1912–1997) blev han morfar till Birgitta, Casten och Anne-Sofie von Otter. Claes Ljungdahl var också far till Erland Ljungdahl (1919–1999). Hans farmors farfar var Georg Gezelius.
Ljungdahl var en tid bosatt i Restad utanför Tranås i Småland. Han är begravd på Djursholms begravningsplats tillsammans med båda sina fruar.